# Horace Elgin Dodge
Horace Elgin Dodge (17 de maio de 1868 — 10 de dezembro de 1920) foi um fabricante de automóveis estadunidense.

## Vida
Horace Elgin Dodge e seu irmão John Francis Dodge inventaram conjuntamente o primeiro automóvel com carroceria completamente feita de aço nos Estados Unidos. Auxiliaram Henry Ford a construir sua fábrica de automóveis e construíram seu primeiro carro denominado Dodge em 1914, em Detroit, Michigan.
Em 1981 foi incluído no Automotive Hall of Fame.